# پارتسانه
پارتسانه (به صربی: Parcane) یک منطقهٔ مسکونی در صربستان است که در ورورین واقع شده‌است. پارتسانه ۵۴۲ نفر جمعیت دارد.